# Linea dentata
Die Linea dentata (lat. linea = ‚Linie‘, ‚Strich‘; dentatus = ‚gezahnt‘, ‚gezackt‘), auch als Linea pectinata oder Kryptenlinie bezeichnet, ist eine anatomische Grenzlinie im Analkanal.

Schematische Darstellung des Kontinenzorgans eines Gesunden mit geöffnetem Schließmuskel. Die Linea dentata befindet sich im Analkanal.

## Beschreibung
An der Linea dentata trifft das Plattenepithel des Analkanals auf das in oraler Richtung liegende Epithel des Rektums. Die Grenze zwischen beiden Gewebearten verläuft nicht geradlinig, sondern gewunden und weist im Bereich der Längsfalten kleine, zackenförmige Ausziehungen auf – die Analpapillen. Dieses gezackte, in einander ‚verzahnte‘ Erscheinungsbild hat der Linea dentata ihren Namen eingebracht.
Das Gewebe oberhalb (proximal) der Linea dentata (in oraler Richtung) wird während der Embryogenese vom Entoderm gebildet, während das Gewebe unterhalb (distal) ektodermalen Ursprungs ist.
Während die proximal der Linea dentata gelegenen Gewebe das über die Arteria rectalis superior und Arteria rectalis media zugeführte Blut über das Pfortader-System (von der Vena rectalis superior zur Vena portae) ableiten, geschieht dies beim distal gelegenen Gewebe, das über die Arteria rectalis media und Arteria rectalis inferior versorgt wird, über den systemischen Blutkreislauf (von der Vena rectalis inferior zur Vena cava inferior).
Entsprechend metastasieren maligne Tumoren des Rektums beziehungsweise Analkanals, die oberhalb der Linea dentata liegen, bevorzugt in die Leber und die unterhalb der Linea dentata lokalisierten Tumoren in die Lunge.
Auch für das lymphatische System ist die Linea dentata eine Grenzlinie. Oberhalb der Linea dentata erfolgt der Lymphfluss über perirektale (neben dem Rektum liegende), pelvine (im Becken liegende) und paravertebrale (neben den Wirbeln gelegene) Lymphgefäße und unterhalb der Linea dentata über inguinale (im Bereich der Leisten) und femorale (im Bereich der Schenkel) Lymphgefäße.
Die oberhalb der Linea dentata gelegene Rektumschleimhaut ist weitgehend schmerzunempfindlich. Das distal gelegene Plattenepithel der Analhaut ist dagegen hochempfindlich. Damit ist es beispielsweise möglich, zwischen Darmgasen und festem oder dünnflüssigem Stuhl zu unterscheiden.
In der englischsprachigen Fachliteratur wird die Linea dentata als pectinate line bezeichnet.

## Weiterführende Literatur
- M. Schünke, E. Schulte u. a.: Prometheus Lernatlas der Anatomie. Georg Thieme Verlag, 2009, ISBN 978-3-13-139532-0, S. 231–233. eingeschränkte Vorschau in der Google-Buchsuche
- A. Winkelmann, J. Kirsch u. a.: Taschenlehrbuch Anatomie. Georg Thieme Verlag, 2010, ISBN 978-3-13-144991-7, S. 384.